# Cushta
La Cushta es una preparación culinaria tradicional de cocina nicaragüense. Emplea como ingrediente principal una variedad de cacao silvestre denominada theobroma grandiflora. En  El Salvador (muy popular en Sonsonate) se conoce también como "cacao de la India" y "cacao de mico". 